# هيرمان بيتس
هيرمان بيتس هو سياسي كندي، ولد في 16 يوليو 1858، وتوفي في 8 مارس 1923 في أوتاوا في كندا. انتخب عضو الجمعية التشريعية لنيو برونزويك ‏.